# Jakos Kata
Jakos Kata (1973. április 28. –) költő, író, a pestszentlőrinci Szabad Alkotók Körének alapító tagja.

## Élete, munkássága
15 éves korában kezdett el verseket, novellákat írni, eleinte saját magának, később előadásokra, kiállításokra.
Először a kilencvenes évek elején jelentek meg művei az akkori AKISZ (ma: Alkotó Képzőművészek és Írók Országos Szövetsége) Kristály című kiadványában, majd 1995-ben az AKISZ által kiadott A magunk keservén című antológiában.
Az irodalom mellett a zenével is foglalkozott, ének-zene tagozatos iskolában tanult, csellózott, zongorázott, kórusban énekelt.
A MÚOSZ Újságíró Stúdiójában végzett el egy újságíró-iskolát, közben a budapesti Rádió 11-ben dolgozott művészeti rovatvezetőként. Kulturális rovatot szerkesztett és vezetett.
2009 márciusában jelent meg Holdtükör című verseskötete, mely az 1991 és 2009 között írt verseit tartalmazza. A könyv annotációja: „A mindenséget szeretném ábrázolni a verseimben: a Holdat, a Napot, tengert, szitakötőt, csigalépcsőt, drágakövet… Mégis, csak a bennem rejlő gondolatokat tudom papírra vetni. 
A pillanatnyi benyomások, gondolatfoszlányok, túlérzékenységemből fakadó kavalkádját gondolatfüzérekké rendezve csak remélni tudom, hogy másoknak is tudok adni valamit magamból.”
2010–2011-ben verseit Csillagfelhő című verses-zenés, koreográfiára komponált műsorban színpadon is előadták. Kovács Adrienne zeneszerző-gitárművésszel közös szerzői est fontos eleme a versek és a zene harmóniája, a különböző hangulatok – időnként játékos formában való megjelenítése. Fontos kiemelni, hogy ezek nem megzenésített versek, hanem a versei által ihletett zeneművek.
2012 áprilisában új műsorral jelentkezett, amelynek címe: Csillagfelhő-Emlékgyöngy. A korábbi programot kibővítette illetve átkomponálta, több gitárzene, több, vers illetve néhány vers angol változatban is megjelent a színpadon (dr. Katona Lucia nyelvész fordításában és előadásában).

## Művei
- Holdtükör. Jakos Kata versei, 1991-2009; szerzői, Bp., 2009

## Néhány fontosabb média-megjelenése
- Fülep Erzsébet: Versek gitárral - Kávéházi beszélgetés Jakos Kata költővel. BP18, 2013. március 2. [2013. szeptember 14-i dátummal az eredetiből archiválva]. (Hozzáférés: 2013. április 16.)
- Fülep Erzsébet: A vers volt a kapocs - Kéklő lepkeszárny-Variációk Jakos Kata verseire címmel nyílt meg a Szabad Alkotók Körének zenés-verses kiállítása. BP18, 2013. március 21. [2013. március 26-i dátummal az eredetiből archiválva]. (Hozzáférés: 2013. április 16.)
- A TV18 felvétele: Jakos Kata portré. TV18, 2009. (Hozzáférés: 2013. április 16.)
- A Parkváros TV felvétele: Jakos Kata stúdióbeszélgetés. Parkváros TV, 2010. (Hozzáférés: 2013. április 16.)
- "Kéklő Lepkeszárny - variációk Jakos Kata verseire kiállítás-megnyitó, a TV18 felvétele: "Kéklő lepkeszárny - variációk Jakos Kata verseire" kiállítás-megnyitó, Szabad Alkotók Köre: TV18, 2013. április 2.